# Кэш, Джонни
Джо́нни Кэш (англ. Johnny Cash; 26 февраля 1932, Кингсленд, Арканзас — 12 сентября 2003, Нашвилл, Теннесси) — американский певец и композитор-песенник, ключевая фигура в музыке кантри, является одним из самых влиятельных музыкантов XX века. Большая часть музыки Кэша содержит темы скорби, моральных страданий и искупления, особенно песни с более поздних этапов его карьеры. Несмотря на то, что в первую очередь его признали иконой кантри, исполнение песен в таких жанрах как госпел, рок-н-ролл и рокабилли — не редкость в его творчестве. Благодаря своей музыке, стилю жизни на сцене и вне её заслужил авторитет среди большого круга любителей музыки, далеко за пределами жанра кантри. Сам себя позиционировал как исполнителя «христианского кантри».
С Джонни Кэшем ассоциируется устойчивое словосочетание «Человек в чёрном» (англ. Man In Black), поскольку с 1960-х годов он носил тёмную одежду, причины чего он поясняет в тексте песни «Man in Black» 1971 года.
Кэш — один из самых продаваемых музыкальных исполнителей , продавший более 90 миллионов пластинок по всему миру. Занимает 31-е место в рейтинге величайших исполнителей всех времен по версии журнала Rolling Stone.

## Биография
Джонни Кэш родился в семье шотландцев, фермеров Рэя Кэша и Кэрри Кловери Риверс. Через три года семья переехала на северо-восток штата Арканзас в колонию Дайесс по агропрограмме Ф. Рузвельта. Им выделили для обработки почти 20 акров земли для выращивания хлопка и зерновых культур, и маленький Джей-Ар, именно так его звали в семье, с 5 лет работал рядом со своими родителями, братьями и сёстрами в поле.
Поскольку его мать хотела назвать его Джоном, а отец предпочёл назвать его Рэем, когда он родился, они сошлись на инициалах «Дж. Р.». Но когда Кэш поступил на службу в ВВС после окончания школы, ему не разрешили использовать инициалы в качестве имени. Он взял имя «Джон Р. Кэш». И лишь в 1955 году, подписав контракт с Sun Records, он начал использовать имя «Джонни Кэш».
Окончив школу в 1950 году, он покинул колонию и уехал в Детройт, штат Мичиган, в поисках работы, где устроился на работу на автозавод Pontiac. Немного проработав, завербовался в ВВС США и после подготовки в Техасе, где он познакомился со своей будущей женой Вивиан Либерто, его отправили служить в Германию, в город Ландсберг-ам-Лех.
По окончании военной службы в 1954 году Джон женился на Вивиан, и молодые переехали в Мемфис. Джон поменял много работ, но настойчиво ходил на прослушивания в студию Сэма Филлипса Sun Records. Ему отказывали в сольной записи, и тогда он нашёл единомышленников и создал The Tennessee Three. И хотя их дебютный сингл «Hey Porter» не попал в чарты, Филлипс заключил с ними контракт, и с 1955 года группа активно начала гастролировать и записываться.
Все концерты Кэш начинал со ставшей ритуальной короткой фразы «Здравствуйте. Я — Джонни Кэш». Одними из первых хитов на Sun Records были «Folsom Prison Blues» и «I Walk The Line» — именно они принесли Кэшу общенациональную известность. В 1957 году Кэш перешёл с Sun Records на Columbia Records.
Джонни Кэш был одним из самых успешных исполнителей в истории кантри — у него продано более 50 миллионов копий альбомов. Между тем многие его записи — например «Folsom Prison Blues» — стали классикой пограничного стиля рокабилли.
С начала 1960-х годов у Кэша стала развиваться устойчивая привязанность к наркотикам и алкоголю. В 1968-м году Кэш развёлся со своей первой женой. Многолетняя любовь к Джун Картер, певице из семьи Картеров, кантри-исполнителей, с которой они вместе выступали на концертах и записывали песни, спасла его — он смог перебороть наркотическую зависимость, и через год она наконец-то согласилась стать его женой. В 1968 году Кэш выпустил один из своих самых удачных альбомов — At Folsom Prison, записанный с концерта в тюрьме (следом вышел другой концертный альбом — Johnny Cash At San Quentin, 1969). С 1969 по 1971 годы у Кэша было своё телешоу на канале ABC.
В 1970-е годы Кэш также записал ряд альбомов в стиле госпел и продолжал активно гастролировать, хотя его популярность стала снижаться. В 1981 году состоялось выступление супергруппы ветеранов рокабилли The Survivors в составе Джонни Кэша и его коллег по лейблу Sun Records в 50-е годы Карла Перкинса и Джерри Ли Льюиса, а в 1985 году возникают The Highwaymen (Джонни Кэш, Уэйлон Дженнингс, Вилли Нельсон и Крис Кристофферсон). В 1986 году ветераны Sun Records Кэш, Перкинс, Льюис и Рой Орбисон вернулись в студию Sun и записали совместный альбом Class Of ’55: Memphis Rock and Roll Homecoming. (Любопытно, что первый опыт участия в подобных супергруппах Джонни Кэш получил ещё в декабре 1956 года когда в той же студии Sun принял участие в совместном джем-сейшене с Элвисом Пресли, Карлом Перкинсом и Джерри Ли Льюисом, впоследствии эти записи были выпущены под заголовком The Million Dollars Quartet).
В 24-м эпизоде («Лебединая песня») телесериала «Коломбо» Джонни Кэш играет главную роль убийцы, образ которого во многом схож с его реальным амплуа. Сценаристы сериала не скрывали, что роль писалась специально для него.
В 1990-е годы Кэш познакомился с продюсером Риком Рубином и под его руководством записал 6 сольных альбомов в стиле альт-кантри, вышедших в серии под названием American Recordings в 1994—2010 годы (V-й и VI-й диски серии American были выпущены уже после смерти музыканта). Последним прижизненным хитом Кэша стала кавер-версия «Hurt» Nine Inch Nails. Он также исполнил заключительную композицию в альбоме Zooropa ирландской группы U2.
В 2005 году на экраны вышел художественно-биографический фильм «Переступить черту» об отношениях Кэша (в исполнении Хоакина Феникса) и Джун Картер (Риз Уизерспун). Фильм получил 3 премии «Золотой глобус» и одну премию «Оскар».

## Служба в армии
Кэш завербовался в Военно-воздушные силы США 7 июля 1950 года. После начальной подготовки на базе Lackland и инженерного обучения на базе Brooks (обе в окрестностях Сан-Антонио, штат Техас), его отправили в 12-е радио-подразделение службы безопасности Военно-воздушных сил США в Лансберг как радиста на перехват шифровок Советской армии. Там же Кэш создал свою первую группу, «The Landsberg Barbarians». Считается, что 5 марта 1953 года он расшифровал сообщение о смерти Иосифа Сталина и стал первым американцем, кто узнал об этом. Эту историю подтверждает и его дочь, Розанна, утверждая, что отец часто об этом вспоминал. 3 июля 1954 года Кэш был демобилизован в звании старшего сержанта и вернулся в Техас. Во время военной службы, он получил свой характерный шрам на правой щеке, оставшийся после операции по удалению кисты.

## Последние годы
В 1997 году у музыканта обнаружили нейродегенеративное заболевание, синдром Шая-Дрейджера. По словам биографа Роберта Хилбурна, заболевание первоначально ошибочно диагностировали как болезнь Паркинсона, и Кэш даже объявил об этом аудитории после того, как почувствовал себя плохо на сцене во Флинте, штат Мичиган, 25 октября 1997 года. Вскоре после этого его диагноз был скорректирован на синдром Шая-Дрейджера, и врачи сообщили Кэшу, что ему осталось жить около 18 месяцев. Однако позже диагноз снова был изменён на вегетативную невропатию, развившуюся на фоне диабета. Болезнь вынудила Кэша сократить гастрольный тур. В 1998 году музыкант был госпитализирован с тяжелой пневмонией, которая повредила его легкие.
На последнем этапе своей карьеры Кэш выпустил альбомы American III: Solitary Man (2000) и American IV: The Man Comes Around (2002). American IV включал кавер-версии нескольких рок-исполнителей конца XX века, в частности Hurt группы Nine Inch Nails, The Mercy Seat группы Nick Cave and the Bad Seeds и Personal Jesus Depeche Mode. Трент Резнор из Nine Inch Nails рассказал, что он изначально скептически отнёсся к задумке Кэша записать Hurt, но в результате был впечатлён и тронут этим исполнением. Видеоклип Hurt получил одобрение критиков и поклонников, завоевав также премию Грэмми.
Джун Картер Кэш скончалась 15 мая 2003 года в возрасте 73 лет. Перед смертью Джун просила Кэша продолжать работу: за последующие четыре месяца он записал ещё 60 песен и даже исполнил несколько концертов в The Carter Family Fold под Бристолем, штат Вирджиния. На концерте 5 июля 2003 года, ставшим его последним публичным выступлением, перед исполнением Ring of Fire Кэш зачитал заявление о своей покойной жене, которое он написал незадолго до выхода на сцену:

 Дух Джун Картер освятила меня сегодня любовью, которую она несла мне и которую я сохраняю к ней. Мы соединились где-то между Землёй и Небесами. Она спустилась для короткой встречи, чтобы дать мне силы и вдохновение, как она всегда делала. Она всегда была для меня источником мужества и вдохновения. Я благодарю Бога за то, что он подарил мне Джун Картер. Я люблю её всем своим сердцем.Оригинальный текст (англ.)The spirit of June Carter overshadows me tonight with the love she had for me and the love I have for her. We connect somewhere between here and Heaven. She came down for a short visit, I guess, from Heaven to visit with me tonight to give me courage and inspiration like she always has. She's never been one for me except courage and inspiration. I thank God for June Carter. I love her with all my heart.
Джонни Кэш продолжал записываться вплоть до самой смерти. Его последние записи были сделаны 21 августа 2003 года: Like the 309, которая в 2006 году вышла на American V: A Hundred Highways, и последняя песня, которую он завершил, Engine 143. Эта композиция планировалась как часть трибьют-альбома Carter Family, который продюсировал Джон Картер Кэш.

## Смерть
Джонни Кэш скончался 12 сентября 2003 года примерно в 2:00 в Баптистском госпитале в Нашвилле от осложнений, вызванных диабетом. Он менее чем на четыре месяца пережил Джун Картер: смерть жены стала одной из вероятных причин ухудшения здоровья музыканта. Кэш был похоронен рядом с Джун Картер на кладбище Hendersonville Memory Gardens недалеко от своего дома в Хендерсонвилле, Теннесси.
В июне 2005 года дом Кэша в Хендерсонвилле был выставлен на продажу и в январе 2006 года дом был продан вокалисту Bee Gees Барри Гиббу и его жене Линде за 2,3 миллиона долларов. Агентом сделки был младший брат Кэша, Томми. 10 апреля 2007 года, во время капитального ремонта, в доме вспыхнул пожар, который быстро распространился по деревянным конструкциям из-за горючих материалов отделки. Здание было полностью уничтожено огнём.
Одной из последних работ Джонни Кэша стал выпущенный посмертно 4 июля 2006 года продюсером Риком Рубином альбом American V: A Hundred Highways. Диск дебютировал на первом месте в чарте Billboard Top 200. 23 февраля 2010 года, за три дня до 78-го дня рождения Джонни Кэша, его семья, Рик Рубин и лейбл Lost Highway Records выпустили второй посмертный альбом музыканта American VI: Ain’t No Grave.

## Личная жизнь
18 июля 1951 года, во время обучения в ВВС, Кэш встретил на катке в Сан-Антонио 17-летнюю Вивиан Либерто. Они встречались три недели до отправки Кэша на службу в Германию, а за последующие три года обменялись сотнями писем. 7 августа 1954 года, через месяц после возвращения, они поженились в католической церкви Святой Анны в Сан-Антонио. Церемонию проводил дядя Вивиан, Винсент Либерто. В этом браке родились четыре дочери: Розанна, Кэти, Синди и Тара. В 1961 году Джонни перевёз свою семью в дом на вершине холма с видом на Каситас-Спрингз, штат Калифорния, небольшой городок к югу от Охая. Ранее он перевёз в этот район и своих родителей. Пьянство Джонни в эти годы привело к нескольким стычкам с местными правоохранительными органами. Вивиан подала на развод в 1966 году из-за злоупотребления наркотиками и алкоголем, постоянных гастролей Кэша, связей с другими женщинами и его близких отношений с Джун Картер. Их четыре дочери в дальнейшем воспитывались матерью.
Кэш познакомился с певицей Джун Картер из знаменитой Carter Family во время совместного тура. В 1968 году, через 13 лет после их первой встречи за кулисами Grand Ole Opry, Кэш сделал Джун предложение во время выступления на концерте в Лондоне, Онтарио. Пара поженилась 1 марта 1968 года во Франклине, штат Кентукки. Их единственный сын, Джон Картер Кэш, родился 3 марта 1970 года.
Кэш и Картер продолжали работать, записывать музыку и выступать вместе в течение 35 лет, вплоть до смерти Джун в мае 2003 года. На протяжении всего их брака Джун пыталась удерживать Кэша от амфетаминов, часто уничтожая его наркотики и смывая их в туалет. Джун оставалась с ним даже на протяжении его многочисленных реабилитаций и многих лет тяжёлой зависимости. После смерти Джун Кэш считал, что единственной причиной жить осталась его музыка. Джонни скончался через четыре месяца после своей жены.

## Память

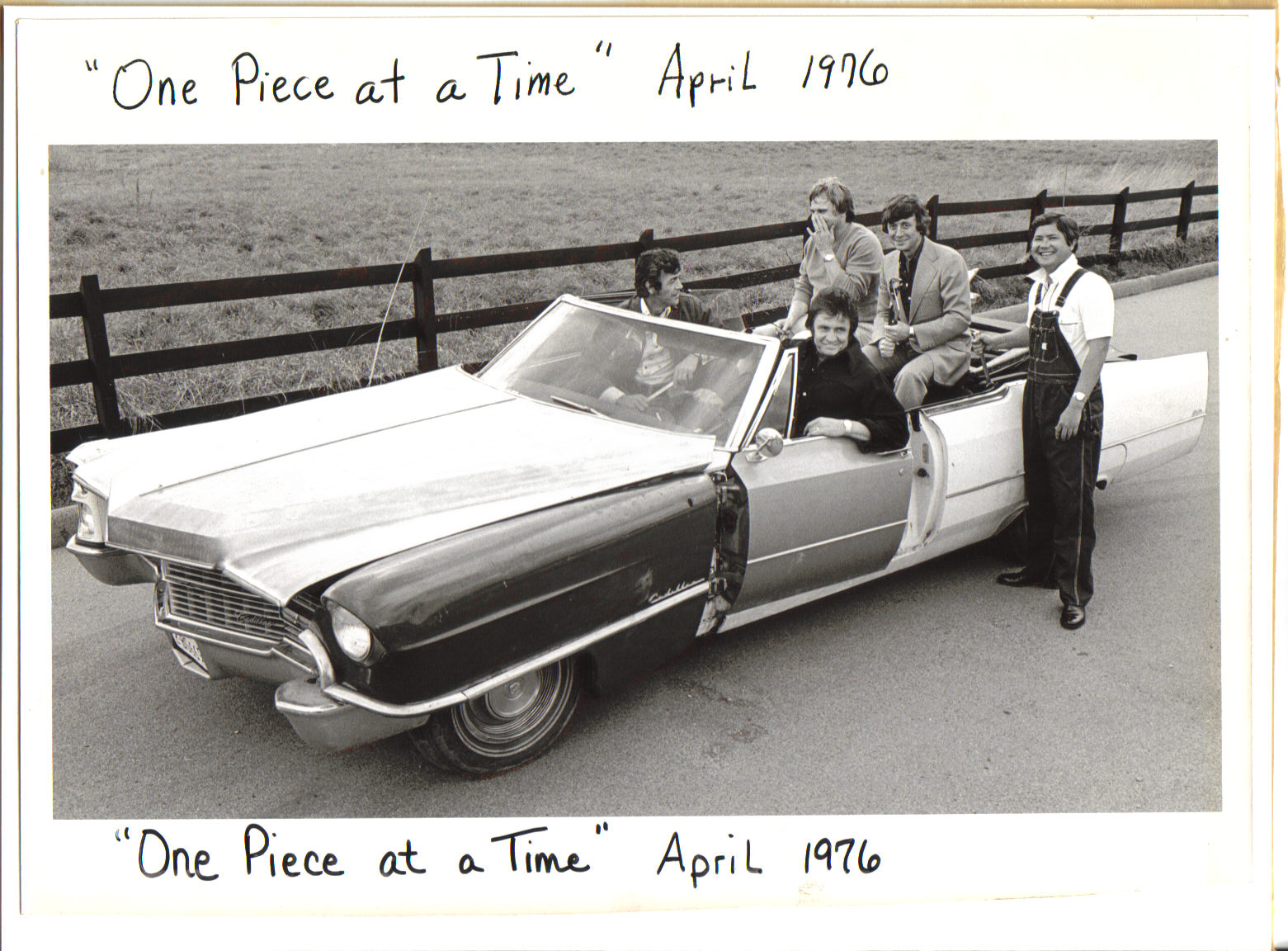
Джонни Кэш за рулём кадиллака «One Piece at a Time»

Стивен Кинг в романе «Тёмная башня. Часть 2» упоминает о Джонни Кэше в предсмертном наркотическом бреду Генри Дина, также музыка Кэша звучит в радиоприёмнике на Горнорудной компании в романе «Безнадёга».
В постапокалиптическом фильме «Книга Илая» главный герой цитирует Джонни Кэша: «Лишь цветок света на поле тьмы даёт мне силы продолжить путь».
Песня «Ain’t No Grave» использовалась в качестве музыкальной темы рестлера Марка Кэлвея, более известного, как Гробовщик.
Группа Alabama 3 посвятила Джону песню «Hello… I’m Johnny Cash». Этой фразой-приветствием (Hello, I’m Johnny Cash) Кэш обычно начинал концерт.
В биографическом фильме о Кэше «Переступить черту» (2005) актёр Хоакин Феникс, сыгравший главную роль, был выбран самим Кэшем. Роль супруги Кэша, Джун Картер, исполнила Риз Уизерспун.
В 2007 году вышел комедийный фильм «Взлёты и падения: История Дьюи Кокса» (2007), образ главного героя которого основан на биографиях ряда американских музыкантов второй половины XX века (включая и Джонни Кэша).
Аурелио Вольтер, рассказывая на концертах о своём альбоме «Hate Lives in a Small Town», говорит, что это альбом не в стиле кантри, а в стиле Джонни Кэша. Также Кэш упоминается в песне «When You’re Dead» из этого альбома.
На личности Кэша и его песнях основан персонаж настольной игры Malifaux, где альтер эго исполнителя получил имя Sue. Ряд его способностей назван в честь треков Кэша или отсылает к ним.
4 февраля 2016 года был открыт новый вид паука-птицееда, который был назван «Aphonopelma johnnycashi». Выбор имени был обусловлен тем, что этот паук был найден рядом с тюрьмой Folsom, воспетой Кэшем в песне «Folsom Prison Blues».
В сентябре 2024 года в Капитолии США была установлена Статуя Джонни Кэша. Он посмертно стал первым музыкантом, удостоившимся такой чести.
Песни Кэша использовались во множестве кинофильмов, телесериалов и видеоигр, в числе которых Grand Theft Auto V (2013); «Tom Clancy’s Splinter Cell: Conviction» (2010), «Джанго освобождённый» (2012), «Мой парень — псих» (2012), «Прислуга» (2011), «Безумцы» (2010), Guitar Hero (2009), «Рассвет мертвецов» (2004), «Миллиарды» (2016), «Логан» (2017), «Пираты Карибского Моря: Мертвецы не рассказывают сказки» (2017), Battlefield 3, Mafia III (2016), сериал «Stargate:Atlantis», сериал «Поколение Убийц» («Generation Kill») (2008), Fallout 76, Fallout (2024), Отряд самоубийц Миссия навылет  The Suicide Squad (2021), Призрачный гонщик (2007) и сериале «Ходячие мертвецы» 6 сезон 15 серия («The Walking Dead»), Atomfall (2025), Need for Speed: Shift (2009), The Godfather 2 (2009), Сайлент Хилл (2006), Tony Hawk's Underground 2 (2004). Гриффины, Симпсоны, Южный Парк, Крестный Отец 3 (1990), BioShock Infinite (2013), Каратель (2004), Багси (1991), Пункт назначения: Узы крови (2025).

## Дискография

### Студийные альбомы
- Johnny Cash with His Hot and Blue Guitar (1957)
- Sings the Songs That Made Him Famous (1958)
- The Fabulous Johnny Cash (1959)
- Greatest! (1959)
- Songs of Our Soil (1959)
- Sings Hank Williams (1960)
- Ride This Train (1960)
- Now, There Was a Song! (1960)
- Now Here’s Johnny Cash (1961)
- The Sound of Johnny Cash (1962)
- All Aboard the Blue Train (1962)
- Blood, Sweat, and Tears (1963)
- The Original Sun Sound of Johnny Cash (1964)
- I Walk the Line (1964)
- Bitter Tears: Ballads of the American Indian (1964)
- Orange Blossom Special (1965)
- Sings the Ballads of the True West (1965)
- Everybody Loves a Nut (1966)
- Happiness Is You (1966)
- From Sea to Shining Sea (1968)
- The Holy Land (1969)
- Hello, I’m Johnny Cash (1970)
- Man in Black (1971)
- A Thing Called Love (1972)
- America: A 200-Year Salute in Story and Song (1972)
- Any Old Wind That Blows (1973)
- Ragged Old Flag (1974)
- Junkie and the Juicehead Minus Me (1974)
- The Johnny Cash Children’s Album (1975)
- John R. Cash (1975)
- Look at Them Beans (1975)
- One Piece at a Time (1976)
- The Last Gunfighter Ballad (1977)
- The Rambler (1977)
- I Would Like to See You Again (1978)
- Gone Girl (1978)
- Silver (1979)
- Rockabilly Blues (1980)
- The Baron (1981)
- The Adventures Of Johnny Cash  (1982)
- Johnny 99 (1983)
- Rainbow (1985)
- Johnny Cash Is Coming to Town (1987)
- Classic Cash: Hall of Fame Series (1988)
- Water from the Wells of Home (1988)
- Boom Chicka Boom (1990)
- The Mystery of Life (1991)
- American Recordings (1994)
- Unchained (1996)
- American III: Solitary Man (2000)
- American IV: The Man Comes Around (2002)
- Unearthed (2003)
- American V: A Hundred Highways (2006)
- American VI: Ain’t No Grave (2010)
- Out Among the Stars (2014)
- Songwriter (2024)

## Наиболее известные песни
- «Hey Porter» (1956, Johnny Cash with His Hot and Blue Guitar)
- «I Walk the Line» (1956, Johnny Cash with His Hot and Blue Guitar)
- «Folsom Prison Blues» (1956, Johnny Cash with His Hot and Blue Guitar)
- «Guess Things Happen That Way» (1958, Johnny Cash Sings the Songs That Made Him Famous)
- «Big River» (1958, Johnny Cash Sings the Songs That Made Him Famous)
- «Ring of Fire» (1963, Ring of Fire)
- «Casey Jones» (1963, Blood, Sweat and Tears)
- «Cocaine Blues» (1968, At Folsom Prison)
- «Daddy Sang Bass» (1968, The Holy Land)
- «A Boy Named Sue» (1969, At San Quentin)
- «Man in Black» (1971, Man in Black)
- «Ghost Riders in the Sky» (1979, Silvert)
- «Solitary Man» (2000, American III: Solitary Man)
- «Hurt» (2002, American IV: The Man Comes Around)
- «The Man Comes Around» (2002, American IV: The Man Comes Around)
- «God’s Gonna Cut You Down» (2006, American V: A Hundred Highways)
- «Ain’t No Grave» (2010, American VI: Ain’t No Grave)